# Cerbera
Die Cerbera sind eine Pflanzengattung innerhalb der Familie der Hundsgiftgewächse (Apocynaceae). Die etwa sechs Arten sind in Afrika, im tropischen Asien, Australien und auf Pazifischen Inseln beheimatet.

## Beschreibung

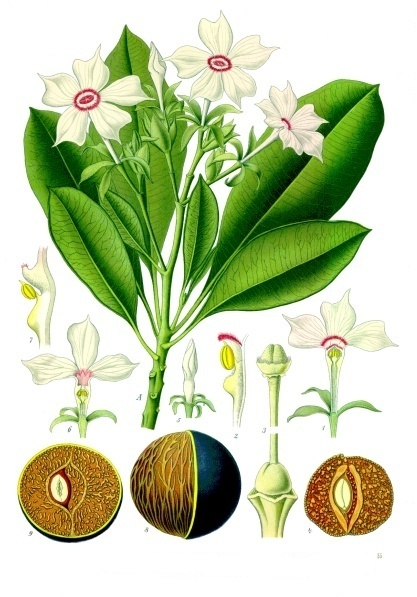
Illustration von Cerbera odollam, dort als zwei Arten bezeichnet, aus Köhler's Medizinal-Pflanzen, 1897: „See-Mango. A blühender Zweig von Cerbera lactaria Ham. 1 Blüte im Längsschnitt; 2 Staubblatt und Nebenkrone; 3 Pistill mit Griffel und Narbe; 4 Querschnitt der Frucht ohne die äussere Fruchtschale; 5 Knospe von Cerbera Odollam Ham.; 6 Blüte derselben im Längsschnitt; 7 Staubblatt und Nebenkrone; 8 Frucht, zum Teil von der äusseren Fruchtschale befreit; 9 dieselbe im Querschnitt. A, 1, 4, 5, 6, 8, 9 etwas verkleinert; 2,3,7 vergrößert“

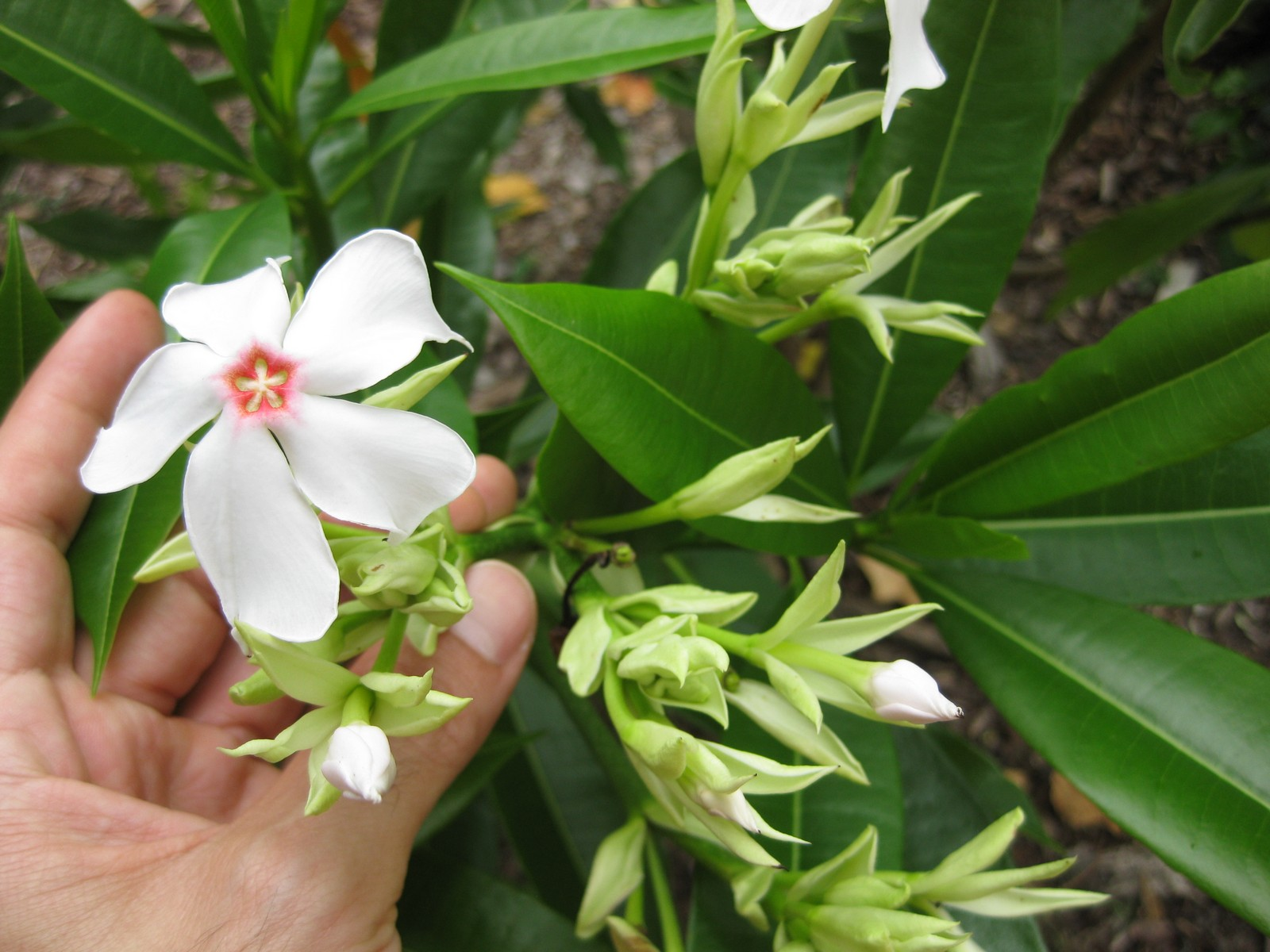
Blütenstand von Cerbera floribunda

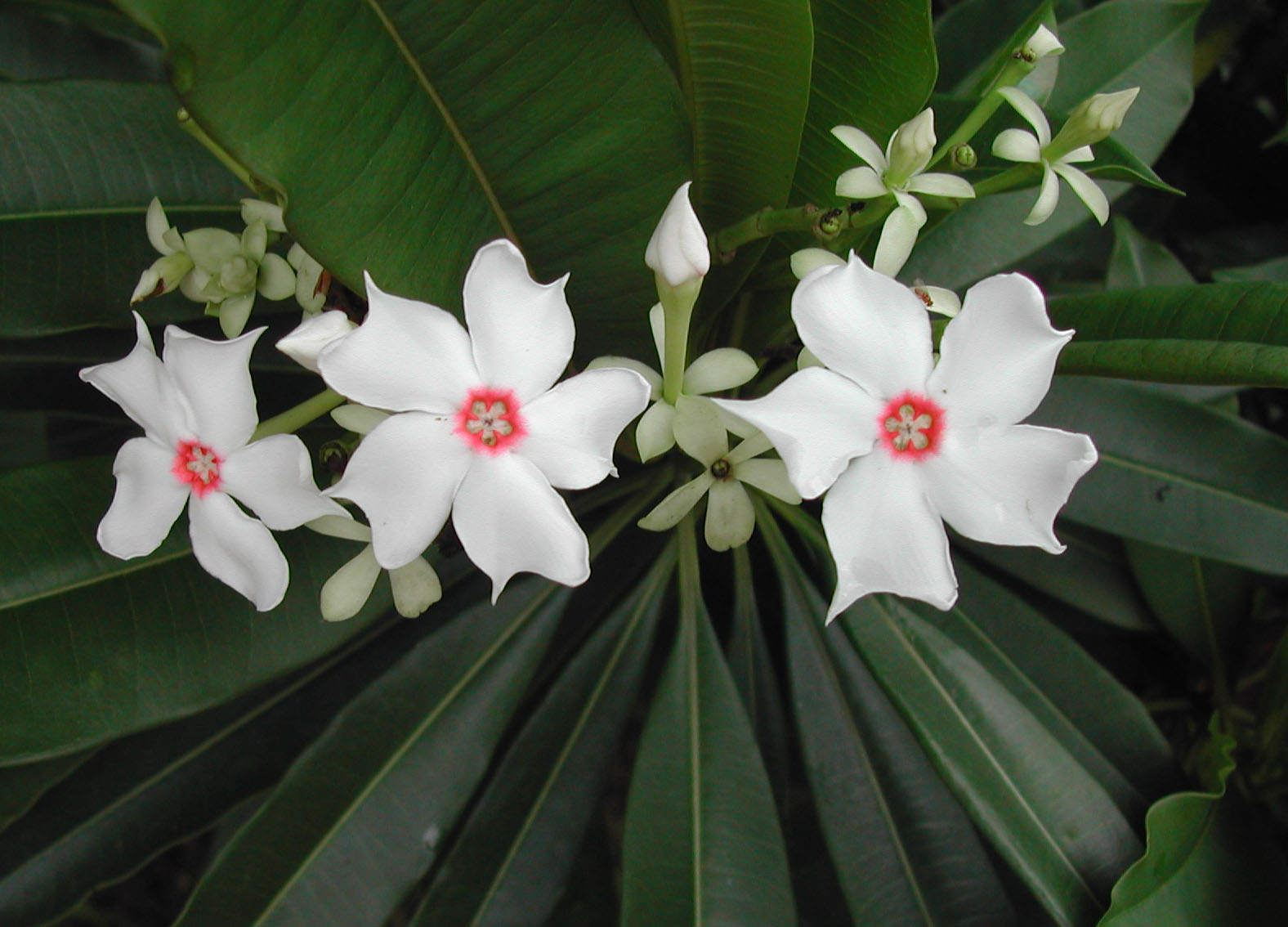
Blütenstand von oben von Cerbera manghas

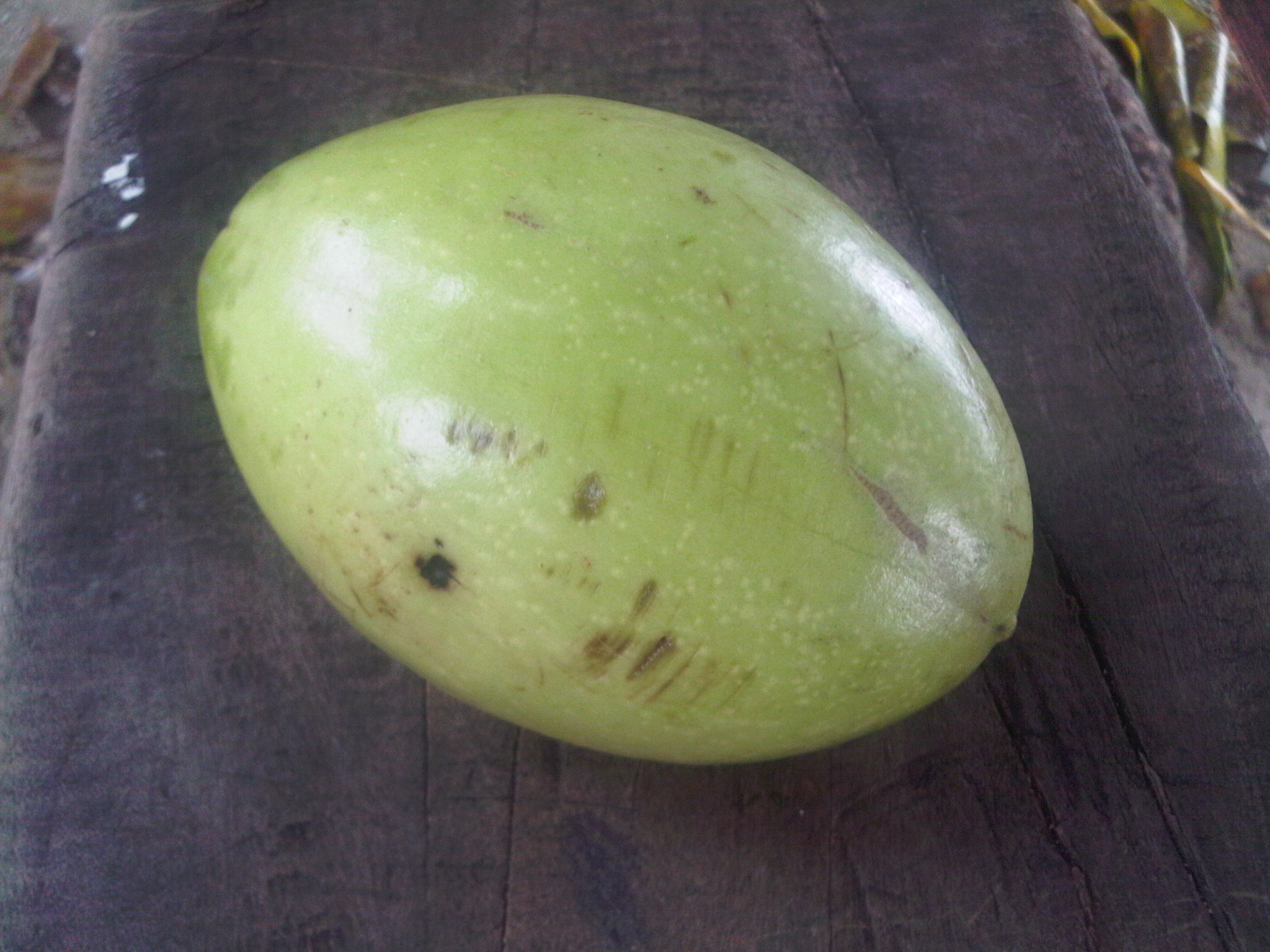
Frucht von Cerbera manghas

### Erscheinungsbild und Blätter
Cerbera-Arten wachsen als immergrüne Bäume oder manchmal Sträucher. Sie enthalten Milchsaft. Die Äste sind kräftig. Die wechselständig und spiralig angeordneten Laubblätter sind in Blattstiel und Blattspreite gegliedert. Die Blattspreite ist einfach. Es sind 20 bis 30 Paare Seitennerven vorhanden, die fast rechtwinkelig vom Mittelnerv ausgehen.

### Blütenstände und Blüten
Auf langen Blütenstandsschäften stehen die zymösen Blütenstände. Es sind Tragblätter vorhanden.
Die relativ großen, auffälligen Blüten sind zwittrig, radiärsymmetrisch und fünfzählig. Die fünf Kelchblätter sind nur kurz verwachsen und besitzen auf der Innenseite keine Drüsen. Die fünf Kronblätter sind trichterförmig verwachsen, dabei ist die Kronröhre lang. Der Kronschlund ist etwas geweitet und gerippt oder in ihm befinden sich fünf flaumhaarige Schuppen. Die fünf Kronlappen überlappen nach links. Die fünf Staubblätter sind im Kronschlund inseriert. Die Staubfäden sind kurz. Die schlank länglichen und bespitzten Staubbeutel sind nicht mit der Narbe verwachsen und an ihrer Basis gerundet. Die zwei freien, oberständigen Fruchtblätter enthalten jeweils vier Samenanlagen. Der fadenförmige Griffel ist im oberen Bereich geweitet und endet in einer kurz zweispaltigen Narbe.

### Früchte und Samen
Je Blüte werden ein oder zwei, ein- oder zweifächerige Steinfrüchte gebildet, die ein oder zwei Samen je Fruchtfach enthalten. Die relativ großen Steinfrüchte sind ellipsoid bis kugelig und besitzen ein dickes, holzig-faseriges Endokarp.
Die ungeflügelten Samen enthalten den Embryo mit zwei dünnen Keimblättern (Kotyledonen) und einer sehr kurzen Radikula, aber kein Endosperm.

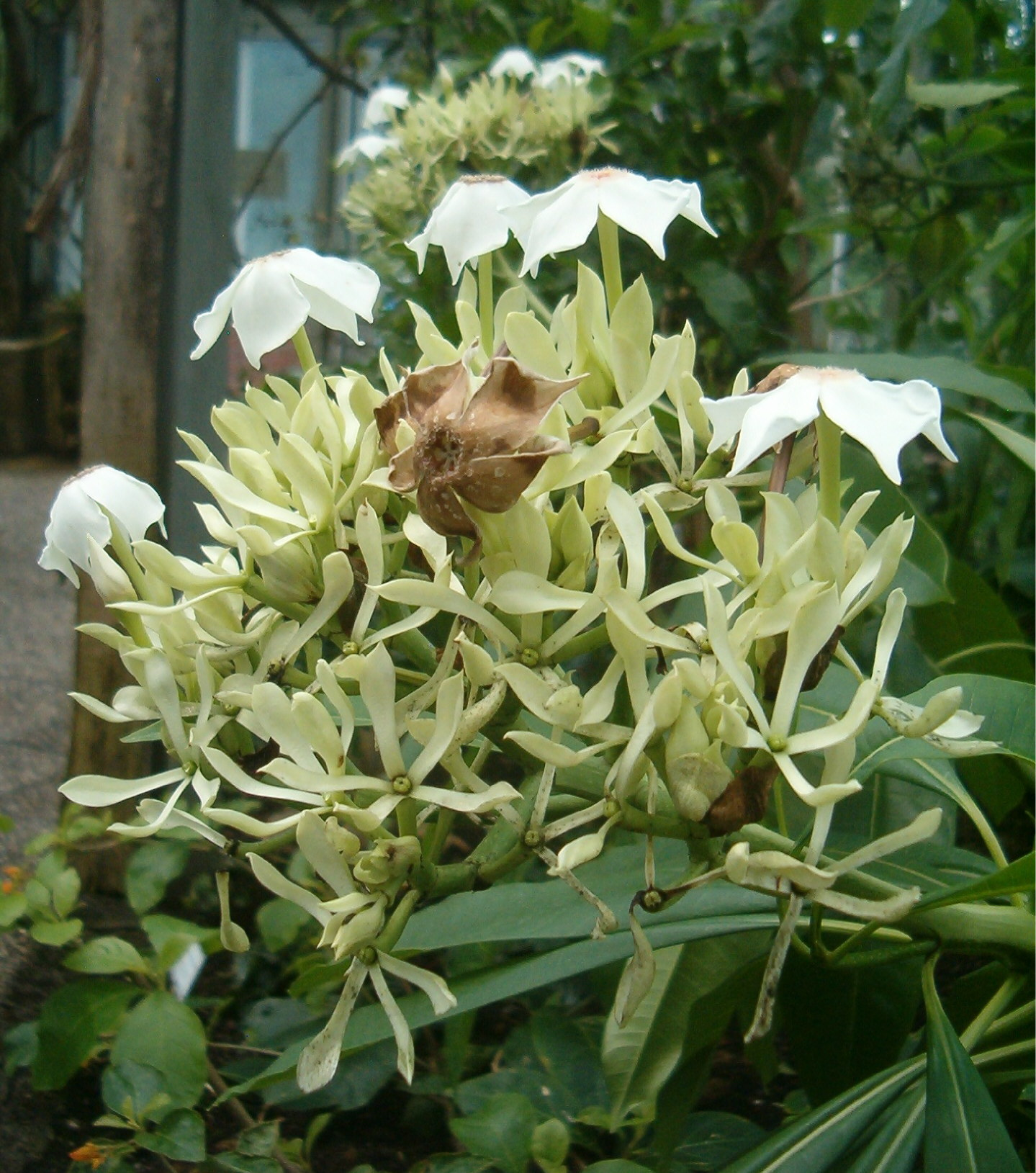
Blütenstand von der Seite von Cerbera manghas

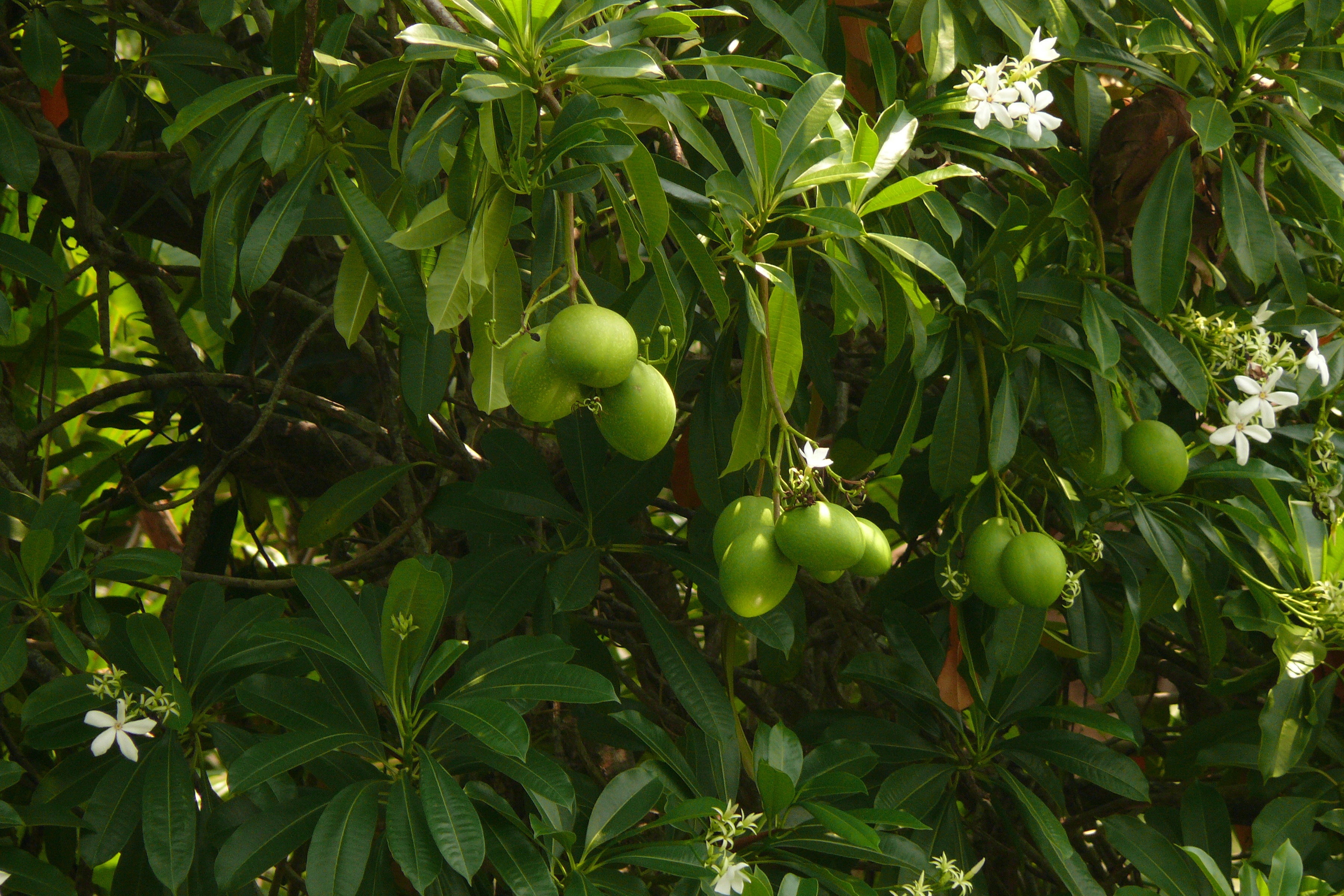
Zerberusbaum (Cerbera odollam)

## Systematik und Verbreitung
Die Gattung Cerbera wurde 1753 durch Carl von Linné in Species Plantarum, 1, S. 208 aufgestellt. Synonyme für Cerbera L. sind: Tanghinia Thouars,  Elcana Blanco, Odollam Adans. Als Lectotypusart wurde 1992 Cerbera manghas L. in Jarvis: Taxon, Volume 41, S. 560 festgelegt. Die letzte Revision der Gattung Cerbera erfolgte in Antony J. M. Leeuwenberg: Series of revisions of Apocynaceae XLVII: the genus Cerbera L., Agricultural University Wageningen papers, Volume 98, Issue 3, 1999, S. 1–64. Der Gattungsname Cerbera leitet sich von Kerberos, latinisiert Cerberus, dem Höllenhund und Torhüter in der griechischen Mythologie, der den Eingang zur Unterwelt bewacht, ab; dies bezieht sich auf die giftigen Samen.
Die Cerbera-Arten sind in Afrika, im tropischen Asien, Australien und auf Pazifischen Inseln beheimatet. Drei Cerbera-Arten (beispielsweise Cerbera manghas, Cerbera odollam) gedeihen in Mangrovenwäldern.
Die Gattung Cerbera gehört zur Tribus Plumerieae in der Unterfamilie Rauvolfioideae innerhalb der Familie Apocynaceae.
Es gibt (drei bis) sechs Cerbera-Arten:
- Cerbera dumicola P.I.Forst.: Sie kommt nur in Queensland vor.[5]
- Cerbera floribunda K.Schum.: Ihr Verbreitungsgebiet reicht vom südöstlichen Sulawesi bis zum westlichen Pazifikraum.[5]
- Cerbera inflata S.T.Blake: Ihr Verbreitungsgebiet reicht Papua-Neuguinea bis zum nordöstlichen Queensland.[5]
- Cerbera laeta Leeuwenb.: Sie kommt nur auf Papua-Neuguinea vor.[5]
- Cerbera manghas L. (Syn.: Cerbera forsteri Seem., Cerbera linnaei Montr., Cerbera tanghin Hook., Cerbera venenifera (Poir.) Steud., Elcana seminuda Blanco, Tabernaemontana obtusifolia Poir., Tanghinia manghas (L.) G.Don, Tanghinia venenifera Poir.): Sie kommt in Tansania vor und ist weitverbreitet von den Inseln des westlichen Indischen Ozeans bis zu denen des Pazifiks.[5]
- Zerberusbaum (Cerbera odollam Gaertn., Syn.: Cerbera dilatata Markgr., Cerbera forsteri Seem., Cerbera lactaria Buch.-Ham. ex Spreng., Odollamia malabarica Raf., Tanghinia lactaria (Buch.-Ham. ex Spreng.) G.Don, Tanghinia odollam (Gaertn.) G.Don): Sie ist weitverbreitet vom südlichen Indien bis zu den Inseln im Pazifischen Ozean.[5]

## Nutzung
Cerbera manghas und Cerbera odollam werden als Zierpflanze verwendet.